# VSB-30
O VSB-30 é um foguete espacial brasileiro. 
Trata-se de um foguete suborbital da família Sonda, que possui dois estágios à propulsão sólida, estabilizado rotacionalmente e com capacidade de transportar cargas úteis de até 400 kg, em altitudes na faixa de 270 km. O primeiro estágio possui um propulsor tipo booster (denominado S31, desenvolvido pelo IAE). O VSB-30 é um foguete de sondagem direcionado a realizar experimentos em ambientes de microgravidade, permitindo que a carga útil permaneça cerca de seis minutos acima da altitude de 110 km. Não há torre de integração, o foguete decola por trilhos e consegue superar o Mach 6 (seis vezes a velocidade do som).

## História do VSB-30
Na Europa, foi formado um consórcio de organizações (DLR-MORABA, Astrium GmbH, Swedish Space Corporation e Kayser-Threde GmbH) que estabeleceram o “Unified Microgravity Sounding Rocket Program for the Future”, com a finalidade de efetuar experimentos de microgravidade, por meio de foguetes de sondagem. Dentre esses experimentos, está incluído o programa TEXUS, cujo lançamento tem sido efetuado com o veículo Skylark 12.
No ano de 2001, a Agencia Espacial Alemã (DLR) consultou o Instituto de Aeronáutica e Espaço (IAE) sobre a possibilidade de desenvolver um propulsor tipo booster para o veículo de sondagem VS-30 de forma a incrementar sua performance para emprego no Programa Europeu de Microgravidade, em substituição ao foguete Skylark 7, que deixou de ser produzido. Considerando que tal desenvolvimento era também de interesse para o Brasil, não somente pelo aspecto comercial mas também pela possibilidade de emprego no Projeto Microgravidade da Agência Espacial Brasileira, um acordo foi firmado entre o Centro Técnico Aeroespacial e o DLR/MORABA de forma a permitir a alocação de recursos para tal desenvolvimento.
A proposta de desenvolvimento apresentada pelo consórcio em reunião realizada no DLR em maio de 2001, ao IAE, previa dois voos de teste (dois voos de qualificação sendo realizados a partir do Centro de Lançamento de Alcântara - CLA) e sete lançamentos em Esrange (Suécia). O IAE forneceria o propulsor equipado S30 e o propulsor booster (motor de decolagem) S31. O consórcio produziria o cone de acoplamento da carga útil e a carga útil completa, estrutura e experimentos. Aquela reunião marcou o início dos estudos e definições do veículo VSB-30. Outra reunião de acompanhamento ocorreu no IAE, em dezembro de 2001, na qual o consórcio apresentou uma evolução das intenções sobre o VSB-30 e que o consórcio desejava efetuar o voo teste nas mesmas bases previstas em maio de 2001, com o primeiro voo teste em 2004.
O desenvolvimento do booster ocorreu a contento, com a realização de três ensaios em banco de provas bem sucedidos.
Em 2003, o desenvolvimento de outros subsistemas do veículo foi prejudicado pelos preparativos da operação de lançamento do VLS-1 V03. A expectativa era que os trabalhos sobre o VSB-30 tomariam impulso a partir de setembro de 2003, após o lançamento do VLS-1. Face ao acidente e a respectiva investigação, a evolução dos trabalhos só veio a se intensificar em fevereiro de 2004. Nesse momento, o IAE já estava ciente de que a empresa canadense Bristol Aerospace havia oferecido ao consórcio europeu um voo gratuito do veículo Black Brant, visando o fornecimento dos veículos seguintes, de modo a substituir o VSB-30 e o VS-30. Uma parte dos integrantes do consórcio passou a desejar essa solução, mas o DLR se manteve firme na defesa do VSB-30.

## Voos

Diagrama do foguete VSB-30.

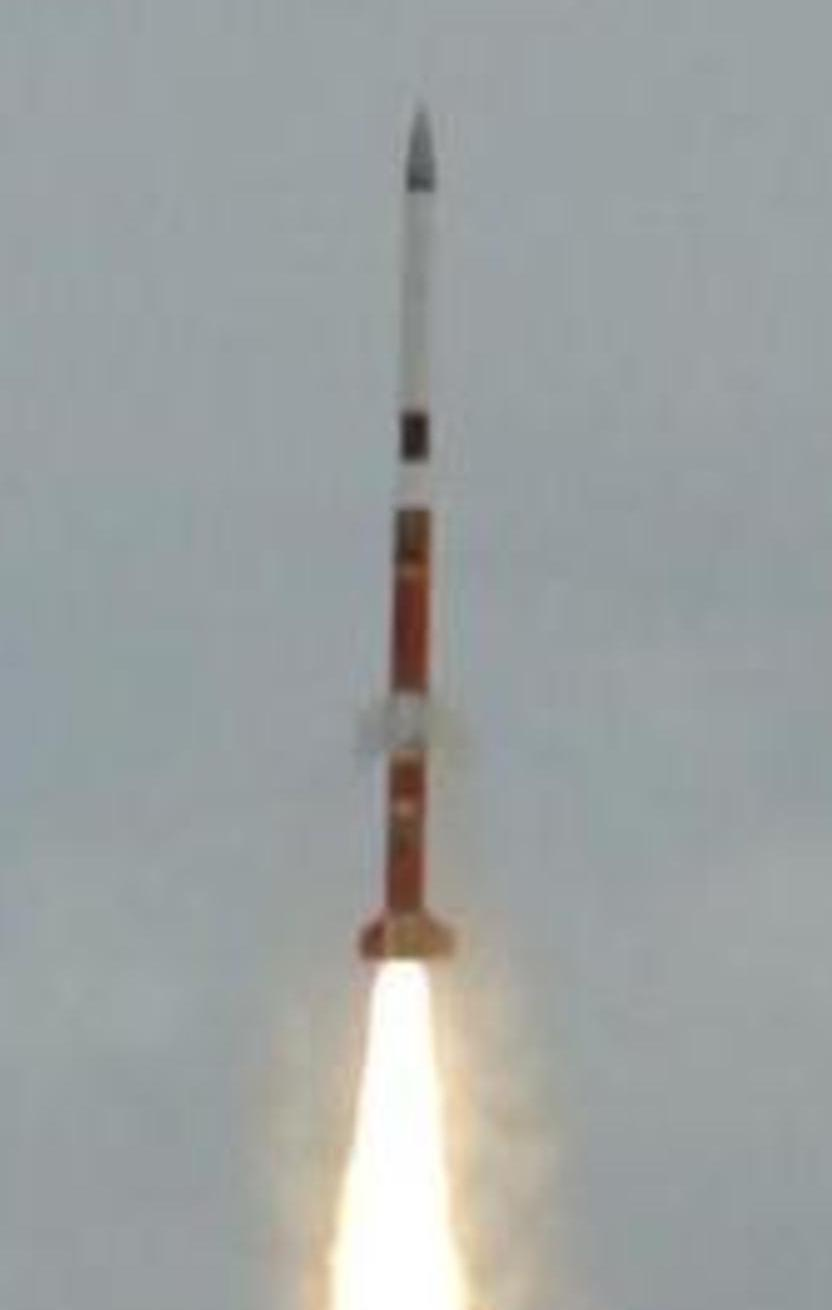
Lançamento do VSB-30.

### Resumo (ordem cronológica)[6][7]
| #  | Veículo    | Data                    | Local               | Resultado         | Observações                                                           |
| -- | ---------- | ----------------------- | ------------------- | ----------------- | --------------------------------------------------------------------- |
| 1  | VSB-30 V1  | 23 de outubro de 2004   | Alcântara - Brasil  | Sucesso           | Operação Cajuana                                                      |
| 2  | VSB-30 V2  | 1 de dezembro de 2005   | Kiruna - Suécia     | Sucesso           | Em conjunto com a ESA                                                 |
| 3  | VSB-30 V3  | 11 de maio de 2006      | Kiruna - Suécia     | Sucesso           | Em conjunto com a ESA                                                 |
| 4  | VSB-30 V4  | 19 de julho de 2007     | Alcântara - Brasil  | Sucesso (Parcial) | Operação Cumã II (MICROG 1)                                           |
| 5  | VSB-30 V5  | 07 de fevereiro de 2008 | Kiruna - Suécia     | Sucesso           | TEXUS 44 (EML 2)                                                      |
| 6  | VSB-30 V6  | 21 de fevereiro de 2008 | Kiruna - Suécia     | Sucesso           | TEXUS 45                                                              |
| 7  | VSB-30 V8  | 15 de maio de 2008      | Kiruna - Suécia     | Sucesso           | TEXUS 44 (EML 2)                                                      |
| 8  | VSB-30 V9  | 22 de novembro de 2009  | Kiruna - Suécia     | Sucesso           | TEXUS 46                                                              |
| 9  | VSB-30 V10 | 29 de fevereiro de 2009 | Kiruna - Suécia     | Sucesso           | TEXUS 47                                                              |
| 10 | VSB-30 V7  | 12 de dezembro de 2010  | Alcântara - Brasil  | Sucesso           | Operação Maracati II (MICROG 1A)                                      |
| 11 | VSB-30 V15 | 29 de março de 2011     | Kiruna - Suécia     | Sucesso           | TEXUS 49 Apogeu: 268km                                                |
| 12 | VSB-30 V14 | 27 de novembro de 2011  | Kiruna - Suécia     | Sucesso           | TEXUS 48 Apogeu: 268km                                                |
| 13 | VSB-30 V16 | 13 de fevereiro de 2013 | Kiruna - Suécia     | Sucesso           | MASER 12 Apogeu: 259km                                                |
| 14 | VSB-30 V17 | 12 de abril de 2013     | Kiruna - Suécia     | Sucesso           | TEXUS 50 Apogeu: 261km                                                |
| 15 | VSB-30 V20 | 22 de fevereiro de 2015 | Kiruna - Suécia     | Sucesso           | CRYOFENIX                                                             |
| 16 | VSB-30 V13 | 30 de março de 2015     | Andøya Space Center | Sucesso           | HIFiRE 7                                                              |
| 17 | VSB-30 V18 | 23 de abril de 2015     | Kiruna - Suécia     | Sucesso           | TEXUS 51                                                              |
| 18 | VSB-30 V21 | 27 de abril de 2015     | Kiruna - Suécia     | Sucesso           | TEXUS 52                                                              |
| 19 | VSB-30 V24 | 30 de junho de 2015     | Kiruna - Suécia     | Sucesso           | MAPHEUS 5                                                             |
| 20 | VSB-30 V22 | 01 de dezembro de 2015  | Kiruna - Suécia     | Sucesso           | MASER 13                                                              |
| 21 | VSB-30 V23 | 23 de janeiro de 2016   | Kiruna - Suécia     | Sucesso           | TEXUS 53                                                              |
| 22 | VSB-30 V11 | 07 de dezembro de 2016  | Alcântara - Brasil  | Sucesso (Parcial) | Operação Rio Verde (MICROG 2)                                         |
| 23 | VSB-30 V19 | 23 de janeiro de 2017   | Kiruna - Suécia     | Sucesso           | MAIUS 1                                                               |
| 24 | VSB-30 V25 | 13 de maio de 2017      | Kiruna - Suécia     | Sucesso           | MAPHEUS 7                                                             |
| 25 | VSB-30 V12 | 30 de junho de 2017     | Woomera Test Range  | Sucesso           | HIFiRE 4a / HIFiRE 4b                                                 |
| 26 | VSB-30 V26 | 13 de maio de 2018      | Kiruna - Suécia     | Sucesso           | TEXUS 54                                                              |
| 27 | VSB-30 V27 | 31 de maio de 2018      | Kiruna - Suécia     | Sucesso           | TEXUS 55                                                              |
| 28 | VSB-30 V30 | 24 de junho de 2019     | Kiruna - Suécia     | Sucesso           | MASER 14                                                              |
| 29 | VSB-30 V-  | 15 de novembro de 2019  | Kiruna - Suécia     | Sucesso           | TEXUS 56                                                              |
| 30 | VSB-30 V32 | 14 de dezembro de 2021  | Alcântara - Brasil  | Sucesso           | Operação Cruzeiro (14-X)                                              |
| 31 | VSB-30 V-  | 1 de outubro de 2022    | Kiruna - Suécia     | Sucesso           | TEXUS 57                                                              |
| 32 | VSB-30 V29 | 23 de outubro de 2022   | Alcântara - Brasil  | Sucesso           | Operação Santa Branca (Plataforma Suborbital de Microgravidade - PSM) |
| 33 | VSB-30 V-  | 24 de março de 2024     | Kiruna - Suécia     | Sucesso           | TEXUS 60                                                              |
| 34 | VSB-30 V   | 26 de novembro de 2024  | Kiruna - Suécia     | Sucesso           | Suborbital Express 4 / Maser 16 (SX4/M16)                             |

### VSB-30 V01 - Qualificação no Brasil
Denominada Operação Cajuana, realizada em 23 de outubro de 2004, seu lançamento foi bem sucedido. 
Através de equipes do Instituto de Aeronáutica e Espaço, do Centro Técnico Aeroespacial (CTA/IAE) e do Agência Espacial Alemã  (DLR), foi lançado do Centro de Lançamento de Alcântara (CLA) o primeiro protótipo do veículo VSB-30, levando a bordo instrumentos destinados à realização de medidas de funcionamento do próprio veículo visando à sua qualificação para a realização de experimentos tecnológicos e científicos, sobretudo aqueles relacionados com o ambiente de microgravidade.

### VSB-30 V02 - Qualificação na Europa
Primeiro foguete brasileiro qualificado pela Agência Espacial Europeia, foi lançado com êxito em 1 de dezembro de 2005, no Centro de Lançamento de Kiruna no campo de Esrange, na Suécia.
Assim como o VSB-30 V01, o V02 foi desenvolvido pelo IAE de São José dos Campos em parceria com a Agência Espacial Alemã. O IAE/CTA foi responsável em fornecer e integrar os propulsores do veículo, e os alemães em fornecer a carga útil. Para tal foram enviados técnicos brasileiros (previsto no contrato) e o foguete desmontado à Suécia onde foi montado e acompanhado, até o fim da missão. 
A equipe técnica foi composta de 16 especialistas, para montagem e testes finais do foguete. Tendo estes ainda que se adaptar às bem diferentes condições de trabalho. Além da estruturação diferente do campo de Esrange e temperaturas de até -30 ºC, a competência destes profissionais provou ser inegável. 
Exatamente como programado, o VSB-30 V02 atingiu um apogeu de 263 km durante 6min37s de voo, valendo ao Brasil a qualificação comercial do foguete. Os três experimentos alemães também tiveram êxito.

### VSB-30 V03
O VSB-30 V03 foi lançado em 11 de maio de 2006 com sucesso, a partir do campo de Esrange, na Suécia. Este lançamento, como o V02, fazem parte do contrato firmado entre o CTA/AIE e a Agência Espacial Alemã, o qual prevê uma equipe brasileira para dar assistência à Agência Espacial Europeia na integração e teste dos veículos durante os dois primeiros lançamentos realizados em solo europeu. A equipe se constitui de 13 especialistas nas áreas de: coordenação, integração e ensaios, redes elétricas, pirotecnia e garantia de qualidade. 
O desempenho do voo tido como perfeito, auferiu 5min30s de microgravidade e um apogeu de 239 km à carga útil. Os experimentos realizados na carga útil tiveram sucesso e foram recuperados com presteza por terem aterrissado na área prevista.

### VSB-30 V04
A missão Cumã II com o VSB-30 V4 foi realizada em 19 de julho de 2007 na base de Alcântara, o lançamento foi efetuado com sucesso às 12 horas e 13 minutos horário local.
Contudo, problemas no paraquedas e nos sistemas de flutuação e localização fizeram com que a carga útil com os experimentos se perdesse no mar.
Ainda assim, os resultados de algumas experiências foram obtidos via telemetria e o foguete VSB-30 V4 não mudou sua trajetória durante a missão, sendo considerado pelo CTA como Sucesso parcial da missão de qualificação 

## Características do foguete VSB-30
O primeiro estágio consiste de um propulsor, “booster”, denominado S31 e o segundo estágio é um propulsor S30.
O motor do primeiro estágio apresenta uma combustão rápida do propelente, proporcionando alta aceleração inicial do foguete e menor dispersão dos pontos de impacto das partes do foguete e da carga científica. Motores com esta característica são conhecidos por “boosters”. O motor S30, do segundo estágio, é largamente utilizado em outros foguetes de sondagem, tais como o Sonda III, VS-30 e VS-30 ORION.
O IAE desenvolveu e qualificou o “booster” S31, utilizando os seguintes conceitos: a estrutura do motor idêntica a do motor S30, a menos do comprimento; o propelente foi desenvolvido para proporcionar queima rápida; a geometria interna do bloco de propelente proporciona alto empuxo inicial. Esta geometria é conhecida por “roda de vagão”. O S31 tem 670 kg de propelente sólido e o motor S30, do segundo estágio tem 874 kg de propelente sólido.
Visando diminuir as áreas de impacto, o foguete é equipado com um Sistema de Indução de Rolamento (SIR), que consiste de três micro-motores sólidos, iniciados assim que o foguete perde o vínculo com os trilhos do lançador. Os jatos, destes pequenos motores, produzem a momentânea rotação do foguete em torno de seu eixo longitudinal, causando o efeito final desejado. Estes micro-motores foram desenvolvidos para o lançador de satélites VLS-1, que também utiliza um sistema de indução de rolamento, e adaptados para emprego no VSB-30.
O VSB-30 é um foguete sem controle ativo, é estabilizado aerodinamicamente e dinamicamente por dois conjuntos de superfícies aerodinâmicas denominadas empenas. O foguete não dispõe de sistema de separação do primeiro estágio. Durante a fase propulsada do primeiro estágio, este empurra o segundo estágio com tal intensidade, que não há necessidade de um sistema de fixação entre os estágios. Cessado o empuxo, o primeiro estágio é empurrado para trás pelo arrasto aerodinâmico.
As operações de lançamento, que utilizam foguetes brasileiros no programa científico europeu de pesquisa nas altas camadas da atmosfera, ocorrem no Campo de Lançamento de Esrange, Suécia, que possui um lançador com três trilhos, diferente do utilizado no Centro de Lançamento de Alcântara que possui somente um trilho. Devido a esta configuração do lançador de Esrange o VSB-30 é fabricado em duas versões para lançamentos em Alcântara (Brasil) e em Esrange (Suécia).

## Certificação
Em 16 de outubro de 2009 a Aeronáutica e o Departamento de Ciência e Tecnologia Aeroespacial (DCTA) anunciaram a certificação do VSB-30, tornando-o apto para produção em série. As regras de produção, comercialização e de pagamento de royalties ainda serão definidas pela FAB. O VSB-30 é o primeiro foguete brasileiro a conseguir a certificação.
Dessa forma, o VSB-30 passa a ser detentor do Certificado de Produto Aeroespacial do Instituto de Fomento e Coordenação Industrial (IFI), o que ratifica a qualidade do equipamento perante a indústria nacional e internacional.

## Contrato de Transferência de Tecnologia
Em 27 de janeiro de 2019, o Departamento de Ciência e Tecnologia Aeroespacial (DCTA) e a Avibras Indústria Aeroespacial S/A assinaram o Contrato de Transferência de Tecnologia do Foguete Espacial VSB-30, o primeiro do tipo no Brasil. Assim a empresa estará autorizada a fabricar, vender e personalizar o VSB-30, bem como utilizar sua tecnologia em outros produtos.
O contrato tem como cláusulas principais: a disponibilização da tecnologia de fabricação e integração do primeiro e segundo estágios do VSB-30, de forma não exclusiva, a empresas que atendam os requisitos de habilitação, sem custo para o acesso a tecnologia, mas com pagamento de royalties caso a empresa venha comercializa-la.